# گروهبان‌نما
گروهبان‌نما (نام علمی: Pseudathyma) نام یک سرده از زیرخانواده دریابدها است.